# Apple A13
Az
Apple A13 Bionic egy 64 bites ARM alapú egylapkás rendszer (SoC), amelyet az Apple Inc. tervezett. Az iPhone 11, 11 Pro/Pro Max, a 9. generációs iPad, az iPhone SE (2. generáció) és a Studio Display készülékekben jelent meg. Az Apple állítása szerint a két nagy teljesítményű (P) mag 20%-kal gyorsabb, fogyasztása 30%-kal alacsonyabb, mint az Apple A12-é, a négy energiatakarékos (E) mag pedig 20%-kal gyorsabb és 40%-kal alacsonyabb fogyasztású, mint az A12 hasonló magjai.

## Tervezés
Az Apple A13 Bionic az Apple által tervezett 64 bites, hatmagos CPU-val rendelkezik, amely az ARMv8.4-A utasításkészletetet implementálja, két nagy teljesítményű Lightning nevű maggal, amelyek 2,65 GHz-es sebességgel futnak, és négy kis fogyasztású („energiahatékony”) Thunder nevű maggal, melyek maximális órajele 1,80 GHz lehet. A Lightning magok gépi tanulási gyorsítókkal, úgynevezett AMX blokkokkal rendelkeznek. Az Apple azt állítja, hogy az AMX blokkok hatszor gyorsabbak a mátrixszorzásnál, mint az Apple A12  Vortex magjai. Az AMX blokkok másodpercenként akár egybillió egyszeres pontosságú művelet elvégzésére is képesek. A Lightning magok 8 MiB pL2 (privát) gyorsítótárhoz, a Thunder magok pedig 4 MiB L2 gyorsítótárhoz férnek hozzá. A rendszer-gyorsítótár (system level cache, SLC) 16 MiB.
Az A13 egy Apple által tervezett négymagos grafikai processzort (GPU) tartalmaz, melynek grafikai teljesítménye 20%-kal gyorsabb,  fogyasztása pedig 40%-kal alacsonyabb, mint az A12-é. Az Apple állítja, hogy az A13-as „Neural Engine” nevű nyolcmagos dedikált neurális hálózati hardvere 20%-kal gyorsabb és 15%-kal kevesebb energiát fogyaszt, mint az A12-é.
A TSMC gyártotta 2. generációs 7 nanométeres N7P folyamatával, ami az A12-nél alkalmazott N7 folyamat továbbfejlesztett változata (nem azonos a „7 nm+” vagy „N7+” jelölésekkel), és 8,5 milliárd tranzisztort tartalmaz.
Az A13 támogatja a HEVC és H.264 videokodekek kódolását, valamint a HEVC, H.264, MPEG-4 Part 2, és Motion JPEG dekódolását.
| Egylapkás rendszer (SoC)        | A13 (továbbfejlesztett 7 nm) | A12 (7 nm) |
| ------------------------------- | ---------------------------- | ---------- |
| Folyamatnév                     | TSMC N7P                     | TSMC N7    |
| Teljes lapka                    | 98,48                        | 83,27      |
| Nagy mag                        | 2,61                         | 2,07       |
| Kis mag                         | 0,58                         | 0,43       |
| CPU komplexum (magokkal együtt) | 13,47                        | 11,16      |
| GPU mag                         | 3,25                         | 3,23       |
| GPU összesen                    | 15,28                        | 14,88      |
| NPU                             | 4,64                         | 5,79       |

## Képek

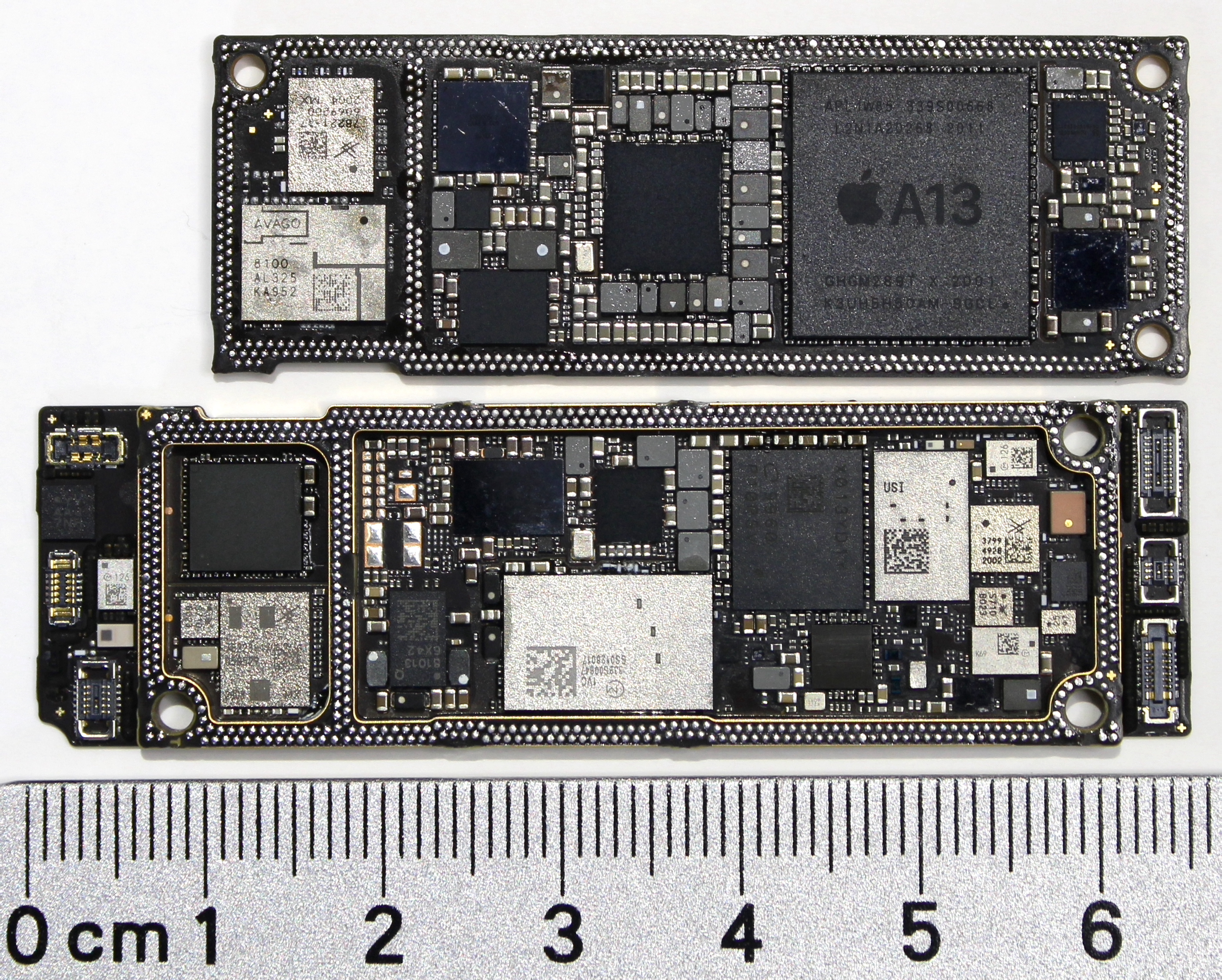
Apple A13 SoC az iPhone 11 fő logikai kártyáján (felül)

## Apple A13 Bionic csipet tartalmazó eszközök
- iPhone 11
- iPhone 11 Pro és 11 Pro Max
- iPhone SE (2. generáció)
- iPad (9. generáció)
- Apple Studio kijelző

## Fordítás
Ez a szócikk részben vagy egészben  az   Apple A13 című angol Wikipédia-szócikk ezen változatának fordításán alapul.  Az eredeti cikk szerkesztőit annak laptörténete sorolja fel. Ez a jelzés csupán a megfogalmazás eredetét és a szerzői jogokat jelzi, nem szolgál a cikkben szereplő információk forrásmegjelöléseként.